# André IV de Vitré
André IV de Vitré (né vers 1247/1248 mort le 15 mars 1251) est baron de Vitré de 1250 à sa mort.

## Biographie
André IV est le seul fils d'André III de Vitré, dernier des enfants nés de sa seconde union avec Thomasse de La Guerche. Il n'est encore qu'un très jeune garçon lorsqu'il succède à son père après la mort de ce dernier à la bataille de Mansourah. Le duc Jean Ier le Roux veut mettre à profit les circonstances pour se faire attribuer la titre de bailliste de la seigneurie mais les chevaliers et autres nobles du domaine et les exécuteurs testamentaires d'André III repoussent ses prétentions et s'engagent à lui verser une somme de 1.000 marcks d'argent s'il accepte de les laisser libre de désigner celui qui exercera cette fonction. Les ingérences du duc Jean Ier poussent les notables de Vitré à porter l'affaire devant la cour du roi de France à Paris et demandent que si la sentence cette dernière leur est favorable qu'ils n'aient pas à verser la somme promise au duc. La mort du jeune André IV dès le 15 mars 1251 met fin à la procédure. Sa demi-sœur ainée Philippa de Vitré fille d'André III et de sa première épouse Catherine de Thouars et mariée depuis 1239 avec Guy VII de Laval est proclamée héritière de la baronnie de Vitré.